# 미하라 고헤이
미하라 고헤이(일본어: 三原 向平, 1989년 12월 8일 ~ )는 일본의 축구 선수이다.

## 구단 경력
그는 2012년부터 2017년까지 J리그의 쇼난 벨마레, 에히메 FC에서 활동하였다.